# Christina Birch
Christina Marie Birch (Mesa, 17 novembre 1986) è un'astronauta ed ex pistard statunitense.
Nel 2021 venne selezionata dalla NASA come candidata astronauta del Gruppo 23. Iniziò l'addestramento astronautico di base al Johnson Space Center nel gennaio 2022 e lo concluse nel marzo 2024.

## Biografia

### Istruzione e carriera accademica
Dopo essersi diplomata alla Gilbert High School, ha conseguito una laurea in matematica, una laurea in biochimica e biofisica molecolare presso l'Università dell'Arizona e nel 2015 un dottorato in ingegneria biologica presso il Massachusetts Institute of Technology (MIT). Dopo il dottorato ha insegnato Bioingegneria presso l'Università della California nel 2015 e nel 2016, prima di trasferirsi al California Institute of Technology (Caltech) per insegnare scrittura scientifica e comunicazione dal 2016 al 2018.

### Carriera sportiva
Nel 2018 ha lasciato il Caltech per gareggiare come ciclista su pista nella squadra nazionale degli Stati Uniti e qualificarsi per le Olimpiadi, con sede presso l'Olympic Training Center di Colorado Springs. Con i suoi compagni di squadra ha vinto tre medaglie dei Campionati del mondo nell'inseguimento a squadre e nelle gare di Madison, e ha partecipato due volte ai Campionati mondiali. Ha partecipato insieme ai suoi compagni di squadra fino alla selezione finale delle gare per le Olimpiadi di Tokyo 2020.

### Carriera alla NASA
Birch venne selezionata come candidata astronauta del Gruppo 23 della NASA il 21 dicembre 2021. Nel gennaio 2022 iniziò l'addestramento di base al Johnson Space Center, concludendolo nel marzo 2024.

## Vita privata
Nel tempo libero le piace andare in bicicletta, fare rafting, escursioni e trascorrere del tempo nel ranch della sua famiglia nel Montana.